# Gulörad parakit
Gulörad parakit (Ognorhynchus icterotis) är en utrotningshotad fågel i familjen västpapegojor som förekommer i norra Sydamerika.

## Utseende och läten
Gulörad parakit är en 42 cm, gul och grön aralik papegojfågel. Fjäderdräkten är grön med stora gula fläckar vid öronen och ett gult band i pannan. Vidare är strupen grön och resten av undersidan är gul. Den kraftiga näbben är svart. Lätet är tvåstavigt och gåslikt.

## Utbredning och systematik
Fågeln placeras som enda art i släktet Ognorhynchus och behandlas som monotypisk, det vill säga att den inte delas in i några underarter. Fågeln förekommer i Anderna i Colombia och norra Ecuador.

## Status
Internationella naturvårdsunionen IUCN kategoriserar arten som sårbar, baserat på det lilla beståndet, uppskattat till 1000 vuxna individer. Intensiva bevarandeåtgärder har dock stabiliserat utbredningsområdet och fått populationen att öka.